# Pseudohadena rhodostola
Pseudohadena rhodostola är en fjärilsart som beskrevs av Charles Boursin 1962. Pseudohadena rhodostola ingår i släktet Pseudohadena och familjen nattflyn. Inga underarter finns listade.